# IC Markets
IC Markets je australska burzovnа posrednička tvrtka. IC Markets je specijaliziran za CFD -ove (ugovore za razliku) na forexu, indeksima, robama, vrijednosnim papirima i tržištima dionica u Aziji, Latinskoj Americi, Bliskom istoku, Australiji i Europi. Sjedište tvrtke je u Sydneyu u Australiji.

## Povijest
IC Markets je osnovao 2007.godine Andrew Budzinski.
Australska Komisija za vrijednosne papire i ulaganja je licencirala 2009. godine IC Markets pod licencnim brojem 335692. 
U 2015. godini je IC Markets objavio da će pokriti negativnu ravnotežu nakon oštrog kolapsa švicarskog franka 15. siječnja 2015.
IC Markets je 2017. godine predstavio 4 kriptovalute u svom rasponu valuta.
U listopadu 2018. tvrtka je objavila da je dobila ciparsku licencu.
Nick Tweedall je imenovan izvršnim direktorom u prosincu 2019.

## Operacije
Aktivnost IC Markets-a reguliraju EU CySEC, Seychelles Financial Conduct Authority (Služba financijskog nadzora na Sejšelima) i Australska komisija za vrijednosne papire i ulaganja u Australiji.
IC Markets nudi MetaTrader 4 i 5, Ctrader i podržava web, stolne i mobilne instrumente.
IC Markets nudi CFD -ove na Bitcoin, Bitcoin Cash, Ethereum, Dash, Litecoin, Ripple, EOS, Emercoin, Namecoin i PeerCoin.
Dionice koje pokrivaju IC Markets uključuju sljedeće: S&P 500, Dow Jones Industrial Stocks, FTSE Index i australski S&P 200.
IC Markets nudi CFD -ove za sljedeće robe: plemenite metale, poljoprivredne proizvode i energetskе izvorе, uključujući sirovu naftu WTI, brent i prirodni plin.